# Umpulo
Umpulo – miasto w Angoli, w prowincji Bié.